# 么正性
么正性（英語：Unitarity）是物理學名詞，指的是某個物質于时刻{\displaystyle t}在全空间找到粒子的总機率等于{\displaystyle 1}。若微观粒子不能产生和湮没，那么某时刻波函数满足归一化条件，则在任何时刻，波函数都将保持归一化（機率守恒）。它叙述的是微观过程物质不灭的原理。